# عشق علاقه محبت
عشق علاقه محبت (به هندی: Pyaar Ishq Aur Mohabbat) و (به انگلیسی: Love, Amour and Romance) فیلمی هندی محصول سال ۲۰۰۱ و به کارگردانی راجیو رای است. در این فیلم بازیگرانی همچون سونیل شتی، آفتاب شیودسانی، آرجون رامپال، کیرتی ردی، مونیکا بدی، ایشا کوپیکار، راضا مراد، دالیپ تاهیل، هریش پتل و آنجان سیرواستاو ایفای نقش کرده‌اند.